# Krumnæbbet ryle
Krumnæbbet ryle (Calidris ferruginea) er en vadefugl, der er ret almindelig som trækgæst i Danmark om efteråret, men sjælden om foråret, hvor fuglene flyver direkte til ynglepladserne i arktisk Sibirien mellem floderne Jenisej og Kolyma. Den overvintrer i tropisk Vestafrika. Det videnskabelige navn ferruginea betyder 'rustfarvet' (af latin ferrugo rust).
Krumnæbbet ryle ses ofte i flokke sammen med alm. ryle, og kendes da på længere ben og næb end alm. ryle, og i flugten på den hvide overgump. Ligesom dværgryle optræder krumnæbbet ryle særligt talrigt hvert tredje eller fjerde år. Det skyldes, at antallet af ræve i det nordlige Sibirien er meget lille i netop det år, hvor lemmingebestanden i det foregående år har været på sit lavpunkt. Færre ræve betyder mindre predation af rylernes æg og unger .
|                                    |
| Adult krumnæbbet ryle i yngledragt |

|                                                |
| Tre juvenile krumnæbbede ryler og en alm. ryle |

|                     |
| Calidris ferruginea |